# John Burnham Schwartz
John Burnham Schwartz (1965) é um escritor estadunidense, responsável por obras como o bestseller Reservation Road, que serviu de inspiração para o filme homônimo, roteirizado por ele. Também escreveu a obra The Commoner (traduzida como A Plebéia em português brasileiro), uma ficção levemente baseada na vida da Imperatriz Michiko do Japão.